# Jean Lenfant
Jean Lenfant (parfois écrit Jean L'enfant), né vers 1615  à Abbeville et mort le 9 mars 1674 à Paris, est un graveur, peintre, éditeur et marchand d'estampes.

## Biographie
Il est fils de Jean Lenfant, maître brodeur, et de Marie Sanson.
En 1641 il devient apprenti de son cousin Claude Mellan, graveur et peintre du roi. Il s'installe à Paris en 1664 et succède à ses beaux-parents en 1671. Il est père d'Alexandre-Louis Lenfant.
Il s'est marié avec Marguerite Boudan, fille d'Alexandre Boudan. Après la mort de Jean Lenfant, elle s'est remariée avec Étienne Gantrel qui s'est installé dans l'atelier de Jean Lenfant.

## Œuvres
Son œuvre est surtout constituée de portraits. Il est aussi pastelliste. 

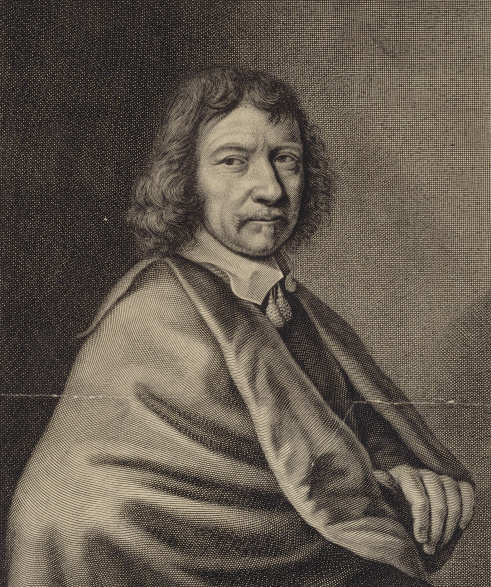
Nicolas Blasset (1658)
François du Tillet, conseiller du roi, greffier en chef du Parlement de Paris en 1660, par Jean Lenfant, 1663, Château de Versailles.
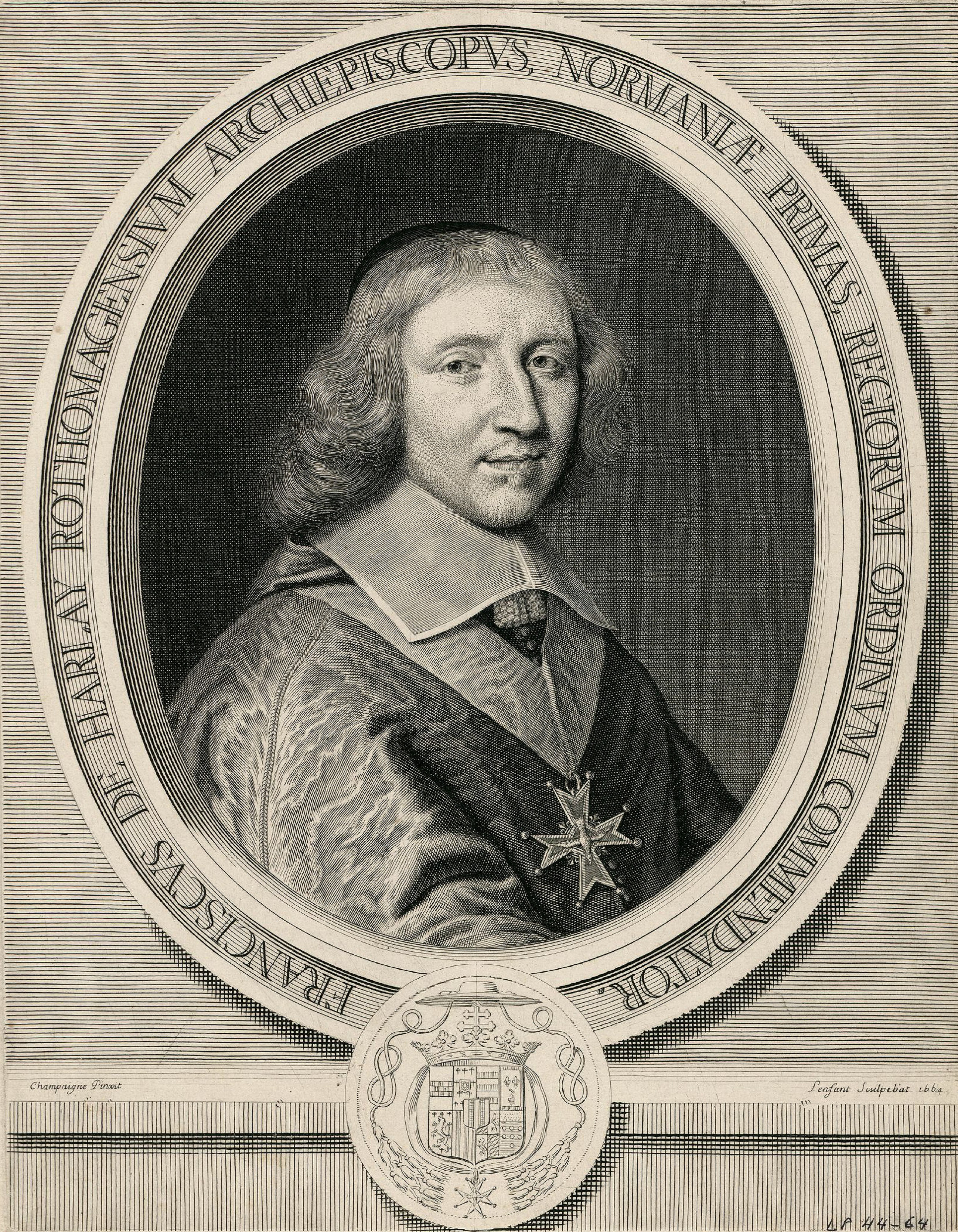
François de Harlay de Champvalon par Jean Lenfant, 1664, gravure 38,3 X 29 cm Château de Versailles.
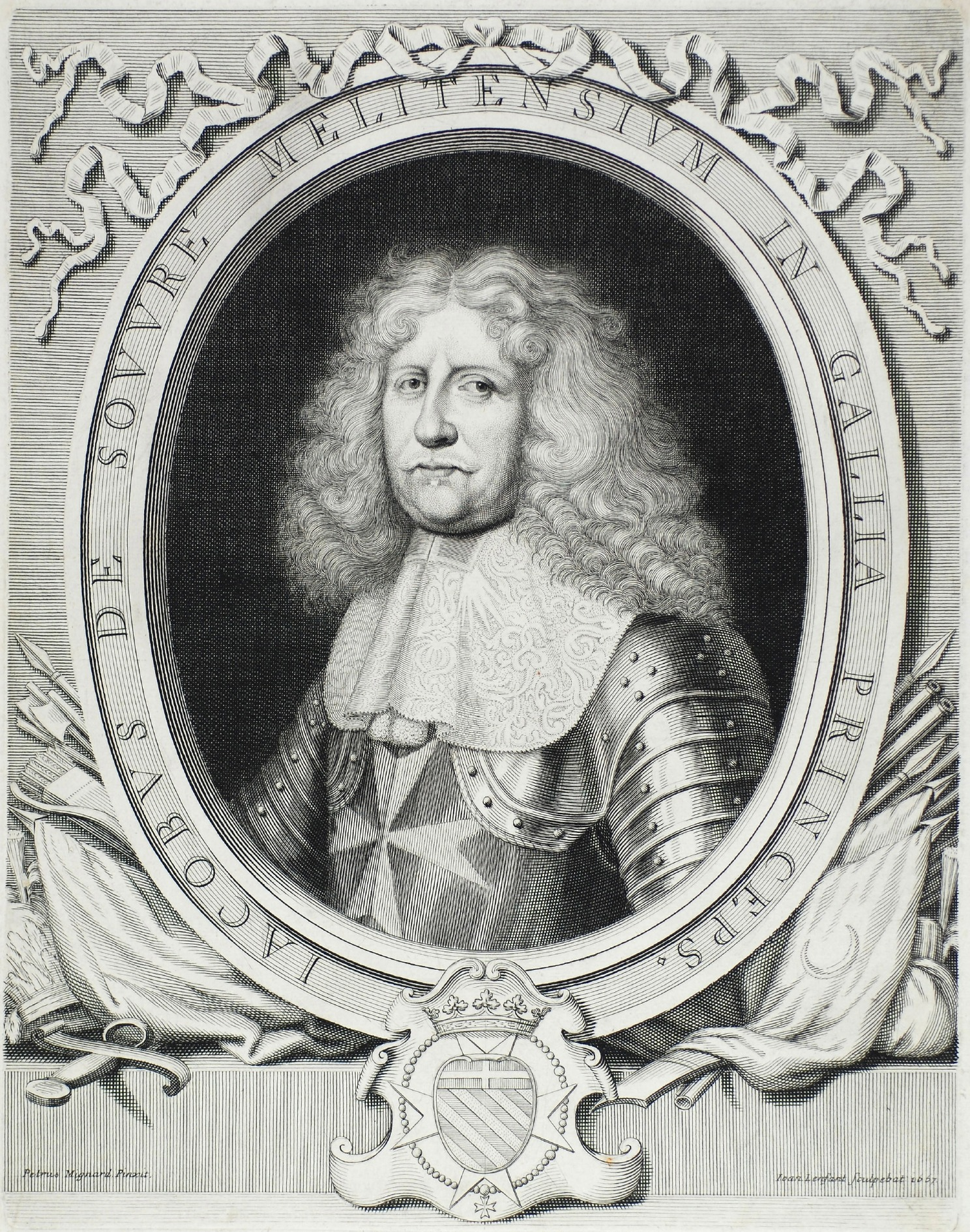
Jacques de Souvre, 1667 gravure
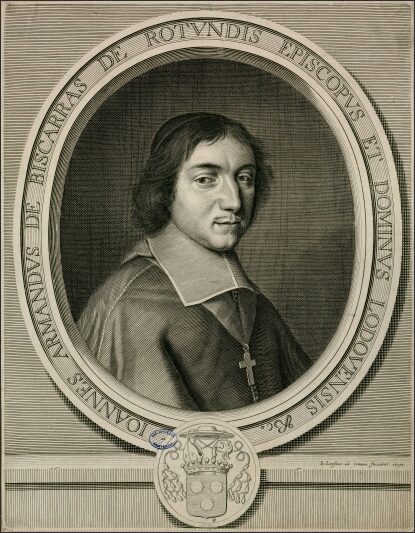
Jean-Armand de Rotondis de Biscarras  (1670)